# São Tomé och Príncipe i olympiska sommarspelen 2020
São Tomé och Príncipe deltog med en trupp på tre idrottare vid de olympiska sommarspelen 2020 i Tokyo som hölls mellan den 23 juli och 8 augusti 2021 efter att ha blivit framflyttad ett år på grund av coronaviruspandemin. Det var 7:e sommar-OS som São Tomé och Príncipe deltog vid. Ingen av landets deltagare erövrade någon medalj.

## Friidrott
Förkortningar
- Notera– Placeringar avser endast det specifika heatet.
- Q = Tog sig vidare till nästa omgång
- q = Tog sig vidare till nästa omgång som den snabbaste förloraren eller, i teknikgrenarna, genom placering utan att nå kvalgränsen
- i.u. = Omgången fanns inte i grenen
- Bye = Idrottaren behövde inte tävla i omgången

Gång- och löpgrenar
| Idrottare        | Gren           | Heat         | Heat      | Semifinal        | Semifinal        | Final            | Final            |
| Idrottare        | Gren           | Resultat     | Placering | Resultat         | Placering        | Resultat         | Placering        |
| ---------------- | -------------- | ------------ | --------- | ---------------- | ---------------- | ---------------- | ---------------- |
| D'Jamila Tavares | Damernas 800 m | 2.16,72 0PB0 | 8         | Gick inte vidare | Gick inte vidare | Gick inte vidare | Gick inte vidare |

## Kanotsport

### Sprint
| Kanotist                | Gren                 | Heat     | Heat      | Kvartsfinal | Kvartsfinal | Semifinal        | Semifinal        | Final            | Final            |
| Kanotist                | Gren                 | Tid      | Placering | Tid         | Placering   | Tid              | Placering        | Tid              | Placering        |
| ----------------------- | -------------------- | -------- | --------- | ----------- | ----------- | ---------------- | ---------------- | ---------------- | ---------------- |
| Roque Ramos             | Herrarnas C-1 1000 m | 5.00,977 | 7 QF      | 5.10,506    | 8           | Gick inte vidare | Gick inte vidare | Gick inte vidare | Gick inte vidare |
| Buly Triste             | Herrarnas C-1 1000 m | 4.57,659 | 6 QF      | 4.55,527    | 7           | Gick inte vidare | Gick inte vidare | Gick inte vidare | Gick inte vidare |
| Roque Ramos Buly Triste | Herrarnas C-2 1000 m | 4.34,880 | 7 QF      | 4.44,055    | 5 FB        | bye              | bye              | 4.12,075         | 14               |

Teckenförklaring: FA = Kvalificerad för final (medalj); FB = Kvalificerad för B-final (ingen medalj)